# ATP Challenger Hossegor
Der ATP Challenger Hossegor (offiziell: Hossegor Challenger) war ein Tennisturnier, das 1989 und 1990 in Soorts-Hossegor, Frankreich, stattfand. Es gehörte zur ATP Challenger Tour und wurde im Freien auf Sand gespielt.

## Liste der Sieger

### Einzel
| Jahr | Sieger           | Finalgegner   | Ergebnis      |
| ---- | ---------------- | ------------- | ------------- |
| 1990 | Rodolphe Gilbert | Ronald Agénor | 6:4, 6:4      |
| 1989 | Thierry Tulasne  | Bruno Orešar  | 6:3, 2:6, 6:1 |

### Doppel
| Jahr | Sieger                                 | Finalgegner                      | Ergebnis |
| ---- | -------------------------------------- | -------------------------------- | -------- |
| 1990 | Marcos Aurelio Górriz Marcelo Ingaramo | Eduardo Bengoechea Eduardo Masso | 7:5, 6:2 |
| 1989 | Peter Svensson Jörgen Windahl          | David Engel Barry Moir           | 6:4, 7:5 |